# Ramsey Lake
Ramsey Lake är en sjö i Kanada.   Den ligger i kommunen Greater Sudbury och provinsen Ontario, i den sydöstra delen av landet, 400 km väster om huvudstaden Ottawa. Ramsey Lake ligger 246 meter över havet.